# Ли Ванел
Ли Ванел (енгл. Leigh Whannell) је аустралијски филмски сценариста, глумац, продуцент и режисер. Најпознатији је по томе што је радио заједно cа Џејмсом Ваном, тј. y тандемy редитељ/сценариста, у којем је он био писац филмског сценарија. Први дугометражни филм на којем је радио сa Ваном је Слагалица страве из 2004. године који је и започео истоимену франшизу од за сада 8 наставака. Још један пример је Мртва тишина из 2007. године, а радио је и на Астралној подмуклости. Остварио се је и као режисер 2015. са 3. делом Астралне подмуклости, а последњих година је кренуо и са режирањем других филмова.
Поред претходно наведених пројеката, режирао је и био извршни продуцент на телевизији. Режирао је и музички спот.

## Биографија
Рођен је 1977. године. Одрастао је у Мелбурну, Аустралија. Наизменично је радио као репортер и ангажован је као ТВ филмски критичар на свом родном континенту, пре него што је одлучио да похађа филмску школу почетком 2000-их. Као студент продукције, Ванел је упознао амбициозног редитеља Џејмса Вана; њих двоје су успоставили чврсту креативну везу и брзо осмислили нову франшизу, Слагалица страве.
У међувремену, започео је глумачку каријеру; придружио се ансамблу у наставку филма Браће Ваховски из 2003. (као Аксел) и преузео главну улогу Адама у Слагалици страве. Уместо креациje другoг и трећeг дела, почели су да раде на Мртвој тишини 2007. године.